# 교통은행

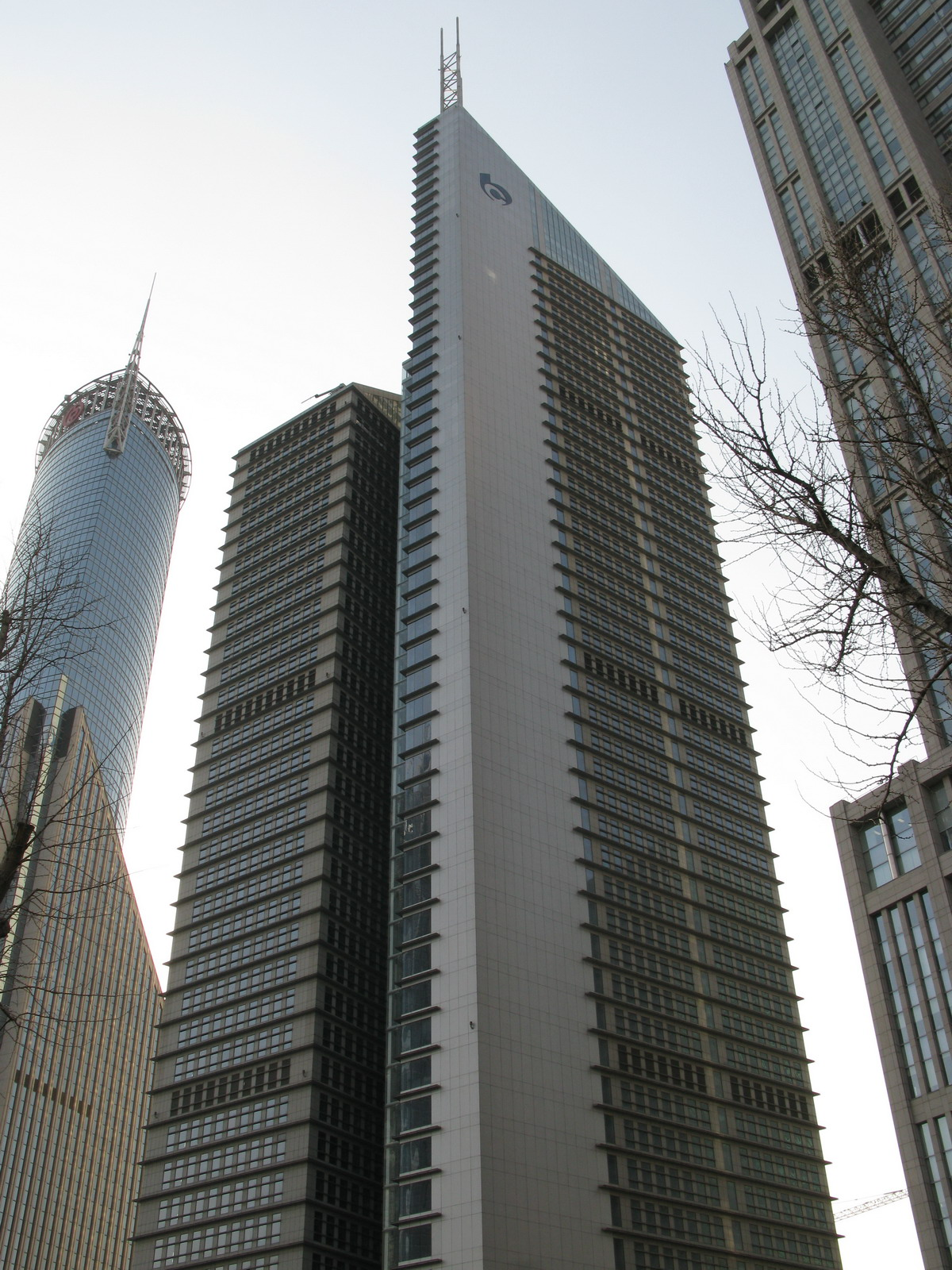

교통은행(중국어: 交通银行, Bank of Communications, 뱅크 오브 커뮤니케이션스, BoComm)은 중국 대륙에서 5번째로 큰 은행이다.
1908년 설립된 교통은행은 중국에서 긴 역사를 지니고 있으며 현대의 중국사에서 은행권(지폐)을 발행한 은행들 중 하나이다. 2005년 6월 홍콩 증권거래소에 상장되었으며 2007년 5월 상하이 증권거래소에 상장되었다. 이 은행은 포춘에 의해 운영 소득 면에서 포춘 글로벌 500 중 151위를 차지했으며 런던의 잡지 더 뱅커에 따른 티어 1 캐피털 부문에서 상위 1,000개 은행 중 11위를 차지했다.